# Скотт Геннен
Скотт Геннен (англ. Scott Hannan; 23 січня 1979, м. Ричмонд, Канада) — канадський хокеїст, захисник. Виступає за «Калгарі Флеймс» у Національній хокейній лізі.
Виступав за «Келоуна Рокетс» (ЗХЛ), «Кентуккі Торафблейдс» (АХЛ), «Сан-Хосе Шаркс», «Колорадо Аваланш», «Вашингтон Кепіталс», «Калгарі Флеймс», «Нашвілл Предаторс».
В чемпіонатах НХЛ — 1055 матчів (38+179), у турнірах Кубка Стенлі — 100 матчів (1+20).
У складі національної збірної Канади учасник чемпіонату світу 2005 (9 матчів, 0+0), учасник Кубка світу 2004 (5 матчів, 0+1).  
Досягнення
- Срібний призер чемпіонату світу (2005)
- Володар Кубка світу (2004).